# Wereldkampioenschappen schermen 1952
De 8ste wereldkampioenschappen schermen werden tegelijkertijd georganiseerd met de Olympische Spelen in Helsinki. De enige competitie die niet op de Spelen doorging, floret vrouwen in ploeg, werd gehouden in Kopenhagen, Denemarken.

## Resultaat

### Vrouwen
| Onderdeel | Goud                                                      | Goud      | Zilver                                                                                        | Zilver    | Brons                                                                      | Brons  |
| --------- | --------------------------------------------------------- | --------- | --------------------------------------------------------------------------------------------- | --------- | -------------------------------------------------------------------------- | ------ |
| Floret    |                                                           |           |                                                                                               |           |                                                                            |        |
| Ploegen   | Ilona Elek Margit Elek Magdolna Nyári-Kovács Magda Zsabka | Hongarije | Kate Bernheim Odette Drand Renée Garilhe Françoise Gouny Lylian Guyonneau Françoise Mailliard | Frankrijk | Irene Camber Alberta Lorenzoni Velleda Cesari Silvia Strukel Jenny Zanelli | Italië |

## Medaillespiegel
| Plaats | Land      | Goud | Zilver | Brons | Totaal |
| 1      | Hongarije | 1    | 0      | 0     | 1      |
| 2      | Frankrijk | 0    | 1      | 0     | 1      |
| 3      | Italië    | 0    | 0      | 1     | 1      |
| Totaal | Totaal    | 1    | 1      | 1     | 3      |

1937 · 1938 · 1947 · 1948 · 1949 · 1950 · 1951 · 1952 · 1953 · 1954 · 1955 · 1956 · 1957 · 1958 · 1959 · 1961 · 1962 · 1963 · 1965 · 1966 · 1967 · 1969 · 1970 · 1971 · 1973 · 1974 · 1975 · 1977 · 1978 · 1979 · 1981 · 1982 · 1983 · 1985 · 1986 · 1987 · 1988 · 1989 · 1990 · 1991 · 1992 · 1993 · 1994 · 1995 · 1997 · 1998 · 1999 · 2000 · 2001 · 2002 · 2003 · 2004 · 2005 · 2006 · 2007 · 2008 · 2009 · 2010 · 2011 · 2012 · 2013 · 2014 · 2015 · 2016 · 2017 · 2018 · 2019 · 2022 · 2023